# Kto winowat?
Kto winowat?  (russisch Кто виноват?, wiss. Transliteration Kto vinovat?, deutsch Wer ist Schuld?) ist ein Lied des sowjetischen Rockmusikers Alexei Romanow, das vor allem in der Interpretation der Gruppe Woskressenije bekannt wurde. Es erschien erstmals auf deren Album Woskressenije 1 und gilt als „erste pessimistische Hymne der sowjetischen Hippies“ und erfreute bzw. erfreut sich großer Popularität. In der Auflistung der 100 besten russischen Rocksongs des 20. Jahrhunderts des Rundfunksenders „Unser Radio“ (russisch Наше радио) belegt das Lied den 9. Platz.

## Entstehung

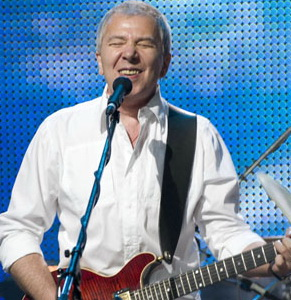
Alexei Romanow

Romanow war 1974/75 Mitglied der Gruppe Maschina Wremeni von Andrei Makarewitsch. In dieser Zeit schrieb er die Melodie und kurz darauf den Text des Liedes. Romanow wollte nach eigenem Bekunden ein „asymmetrisches Gedicht“ schreiben. Nachdem er Maschina Wremeni verlassen hatte, gründete er mit Makarewitsch die Band „Опасная зона“ (deutsch: „Gefahrenzone“), die sich 1976 in „Кузнецкий мост“ (deutsch: „Kusnetzki-Brücke“) umbenannte, und nahm Kto winowat? in das Repertoire der neuen Gruppe auf.
In der ersten Jahreshälfte 1979 löste sich Maschina Wremeni praktisch auf, als zunächst der Schlagzeuger Sergei Kawagoe und kurz darauf der Bassist Jewgeni Margulis die Gruppe verließen. Zusammen mit Romanow, der gerade sein Studium beendet hatte, und Andrei Makarewitsch sowie Andrei Sapunow gründeten sie die Gruppe „Woskressenije“.
Die Gruppe begann schon nach kurzer Zeit mit der Aufnahme ihres ersten Albums im Studio des Staatlichen Theaterinstitutes in Moskau. Da es der Gruppe an neuen Kompositionen mangelte, wurden auch einige ältere Lieder Romanows, darunter Kto winowat? aufgenommen.

## Verbreitung
Die fertigen Aufnahmen wurden Dmitry Linnik, einem Freund der Musiker, übergeben, der beim staatlichen Rundfunk arbeitete. Das Lied wurde erstmals vom World Moscow Radio Service (russisch Всемирной службы Московского радио) ausgestrahlt, der am Vorabend der Olympischen Sommerspiele 1980 in Moskau ein positives Bild der Sowjetunion vermitteln wollte. Obwohl die Ausstrahlungen des Senders auf Westeuropa ausgerichtet waren, konnte er auch auf Mittelwelle in Moskau und Umgebung gehört werden. Das Lied gewann schnell an Popularität und am Jahresende belegte es in der Hitparade der Zeitung Moskowski Komsomolez den 5. Platz, noch vor Poworot der Gruppe „Maschina Wremeni“.
Das Lied erschien auf drei der vier Alben von „Woskressenije“. Nach den Worten von Romanow interessierten sich die Produzenten nicht dafür, was außer Kto winowat? auf die Platte kam, offenbar schien es für sie ausreichend zu sein, sich im Glanz der Veröffentlichung eines unsterblichen Schlagers zu sonnen.

## Aufnahme
Andrei Romanow übernahm den Gesang und die Rhythmusgitarre, Andrei Sapunow den Backgroundgesang und die Leadgitarre. Bass und Mundharmonika wurden von Jewgeni Margulis übernommen. Ergänzt wurde die Besetzung von Alexei Makarewitsch an der Gitarre und Sergei Kawagoe am Schlagzeug. Als Tonregisseur fungierte Alexander Kutikow.

## Text
Im Text wird dem Zuhörer die Frage gestellt, wer daran schuld sei, dass das Leben nicht wie erwartet verläuft. Insgesamt erscheint das Leben lang und als endlose Aneinanderreihung von Mühsal und Plagen, bis man irgendwann stirbt. Es wird jedoch auch daran erinnert, dass zu jedem Sieg auch eine Niederlage gehört und das Verhältnis von Erfolgen und Mühen ausgeglichen ist.
Alexei Romanow war nach eigenen Worten überrascht, dass der Text als provokativ und dissident aufgenommen wurde. Er bestreitet irgendwelche Hintergedanken, meint aber, dass das Zitat aus der klassischen russischen Literatur – Kto winowat? ist der Titel eines zweiteiligen Romans von Alexander Herzen – den Nerv des Publikums getroffen habe. Romanow wollte das Lied einige Zeit nicht spielen und spielte es auch nicht, mussten sich aber letztendlich den Wünschen des Publikums beugen.